# Holizm (album)
Holizm - album studyjny polskiego rapera Grubsona. Wydawnictwo ukazało się 4 marca 2015 roku nakładem wytwórni muzycznej MaxFloRec. Produkcji nagrań podjęli się, sam Grubson oraz DJ BRK, Amateus, Jarecki i Snake. Gościnnie na albumie wystąpili m.in.  Marcelina Stoszek, Krzysztof Zalewski oraz Ten Typ Mes.
Album dotarł do 5. miejsca polskiej listy przebojów - OLiS i uzyskał status złotej płyty.

## Lista utworów
Opracowano na podstawie materiału źródłowego.
1. "Intro (Horyzonty)" (cuty, scratche: DJ Twister, produkcja: Grubson)
2. "Sanepid" (gościnnie: Jarecki, cuty, scratche: DJ BRK, produkcja: Grubson)
3. "Ciepłe brzmienie Kalifornii" (gościnnie: Jarecki, Ten Typ Mes, produkcja: DJ BRK, Grubson)
4. "Cwaniaczek" (cuty, scratche: Grubson, produkcja: DJ BRK)
5. "Mam talerz show 1" (gościnnie: Jarecki, produkcja: Grubson, Jarecki)
6. "Nie jestem" (produkcja: Grubson)
7. "DŻUngla" (cuty, scratche: Grubson, produkcja: DJ BRK)
8. "Złota kula" (gościnnie: Krzysztof Zalewski, produkcja: Amateus)
9. "Spider-Man" (gościnnie: Chip Fu, Jarecki, cuty, scratche: DJ BRK, produkcja: DJ BRK, Grubson, Jarecki)
10. "Girls Anthem" (produkcja: Grubson)
11. "W.S.D.F." (cuty, scratche: Grubson, produkcja: DJ BRK, Grubson, Snake)
12. "Jedna z planet" (gościnnie: Marcelina Stoszek, produkcja: DJ BRK)
13. "Poczuj" (produkcja: DJ BRK)
14. "Obrazy" (produkcja: Grubson)
15. "Wyrywacz" (produkcja: DJ BRK, scratche, cuty: Grubson)
16. "Dziennikarze" (produkcja: DJ BRK, scratche: DJ BRK, Grubson)
17. "Mam talerz show 2" (gościnnie: Jarecki, produkcja: DJ BRK, Grubson, Jarecki)
18. "Potrzeba" (produkcja: Grubson)
19. "Outro" (produkcja: Grubson)